# Tech trance
Tech trance, también conocido como techno-trance o techno/trance, es un subgénero dentro de la EDM que utiliza elementos techno y trance  como sugiere el nombre .

## Historia
Tech trance estuvo iniciado por, entre otros, Oliver Lieb hacia 1994. Otros ejemplos tempranos de tech trance son Humate, Chris Cowie y Marmion. 
Durante varios años permaneció a la sombra del Hard trance, una fusión del tech trance con el Hard Acid trance. El Tech trance evolucionó en una dirección nueva durante los inicios de los 2000s, algunos Dj pioneros en [[San Francisco]] fueron Keith Edwards, Owen Vallis y DJ Amber. 
Hacia 2006, la variante más extendida del trance era el tech trance, con productores como Dave Schiemann, Simon Patterson, Bryan Kearney,  Will Atkinson, Sean Tyas, John Askew, Matt Bowdidge, Marco V, Tempo Giusto, Mark #Jerez.

## Estilo
Definir las características de tech trance es complejo, ritmos electrónicos fuertes y normalmente marcados por un kick drum fuerte, y hi-hat filtrado o ligeramente distorsionado.  Los sonidos synth más duros con mucha resonancia o retardo; bases mínimas a menudo enlazadas para aumentar el volumen del golpe. 
Mientras las variantes más tempranas del classic trance a menudo presentaban pianos, cuerdas o guitarra acústica, el tech trance casi exclusivamente presenta sonido sintetizado, aun así ocasionalmente hay samples de guitarra eléctrica.